# Flughafen Arandis

i7
i11
i13
Der Flughafen Arandis (englisch Arandis Airport, offiziell Arandis Aerodrome, IATA-Code: ADI, ICAO-Code: FYAR) ist ein Flughafen unweit der Bergbaustadt Arandis in Namibia. Er wird vor allem für Zwecke des Bergbauunternehmens Rössing Uranium genutzt und liegt auf 581 m. Der Flughafen wird von der Arandis Airport (Pty) Ltd. mit Sitz in Walvis Bay betrieben.
Der Flughafen ist Zentrum des Fallschirmspringsports in Namibia.